# Mała Walentkowa Czuba
Mała Walentkowa Czuba (słow. Malý Valentkov zub, niem. Kleiner Valentinszahn, węg. Kis-Bálint-fog) – skalna czuba w głównej grani Tatr. Wznosi się w Walentkowej Grani pomiędzy Walentkową Przełęczą (2100 m) i Niżnimi Walentkowymi Wrótkami (2104 m). Takie położenie tego obiektu podaje „Czterojęzyczny słownik nazw geograficznych Tatr”. Na polskich mapach Mała Walentkowa Czuba jest umiejscawiana w różnych punktach. Na mapie „Orlej Perci” jest zaznaczona jako drugie wypiętrzenie na wschód od Przełęczy Walentkowej (pierwsze z wysokością 2108 m zaraz za przełęczą jest bezimienne), na mapie Geoportalu (wersja orto) również jako drugie, dla pierwszego natomiast podano nazwę Walentkowa Czuba.
Walentkową Granią biegnie granica polsko-słowacka. Południowo-zachodnie stoki Małej Walentkowej Czuby opadają ścianą do piargów po zachodniej stronie Walentkowej Kopki w Dolinie Pięciu Stawów Polskich. Po stronie słowackiej stoki zachodnie opadają do kotła Walentkowe Kamienne w Dolinie Walentkowej.
Pierwsze znane przejście Walentkową Granią: latem Tadeusz Grabowski i Adam Staniszewski w 1907 r., zimą Edúard Ganoczi i István Zamkovszky w 1927 r.